# Chris Reifert
Chris Reifert (Concord, 23 febbraio 1969) è un batterista statunitense di genere metal, fondatore del gruppo death metal Autopsy. Suonò nel disco d'esordio dei Death Scream Bloody Gore.
Lasciati i Death, Reifert si trasferì a San Francisco e vi fondò nel 1988 gli Autopsy. Il gruppo si sciolse nel 1995 e Reifert si unì insieme a Danny Coralles ai Abscess. Chris Reifert partecipò anche a vari progetti con The Ravenous, Doomed e Eat My Fuk.

## Discografia

### Death
- Mutilation (1986)
- Scream Bloody Gore (1987)

### Autopsy
- 1987 Demo (1987)
- Critical Madness (1988)
- Severed Survival (1989)
- Retribution for the Dead (1991)
- Mental Funeral (1991)
- Fiend for Blood (1992)
- Acts of the Unspeakable (1992)
- Shitfun (1995)
- Ridden with Disease (2000)
- Torn from the Grave (2001)
- Dead as Fuck (2004)
- Horrific Obsession (Ep - 2008)
- The Tomb Within (Ep - 2010)
- Macabre Eternal (2011)

### Doomed
- Haematomania (1991)
- Broken (1993)

### Abscess
- Abscess (1994)
- Raw, Sick, and Brutal Noize (1994)
- Crawled Up from the Sewer (1995)
- Filthy Fucking Freaks (1995)
- Urine Junkies (1995)
- Seminal Vampires and Maggot Men (1996)
- Open Wound (1998)
- Throbbing Black Werebeast (1998)
- Tormented (2000)
- Through the Cracks of Death (2002)
- Thirst for Blood, Hunger for Flesh (2004)
- Damned and Mummified (2004)

### The Ravenous
- Assembled in Blasphemy (2000)
- Three on a Meathook (2002)
- Blood Delirium (2004)

### Eat My Fuk
- Wet Slit and a Bottle of Whiskey (2003)

## Filmografia
- Autopsy - Dark Crusades (2006)